# Presa del Trapán
La presa del Trapán (en francés: barrage du Trapan) es una presa de gravedad situada al oeste del municipio de Bormes-les-Mimosas, en el departamento de Var, Francia.
Posee una cuenca de 185ha, que vierten sus aguas en el Pellegrin. Desde 1979, recibe también aguas del Canal de Provenza.
Su función es ser la reserva de agua potable para los pueblos del litoral de Var al este de Toulon. El embalse se encuentra rodeado de mimosas y atrae gran cantidad de turistas, principalmente a finales de invierno, temporada de floración de esta planta.

## Características
- Altura 24 metros
- Largo 183 metros
- Volumen 2 millones de m³ a la altura de 57 metros sobre el nivel del mar NGF[1]

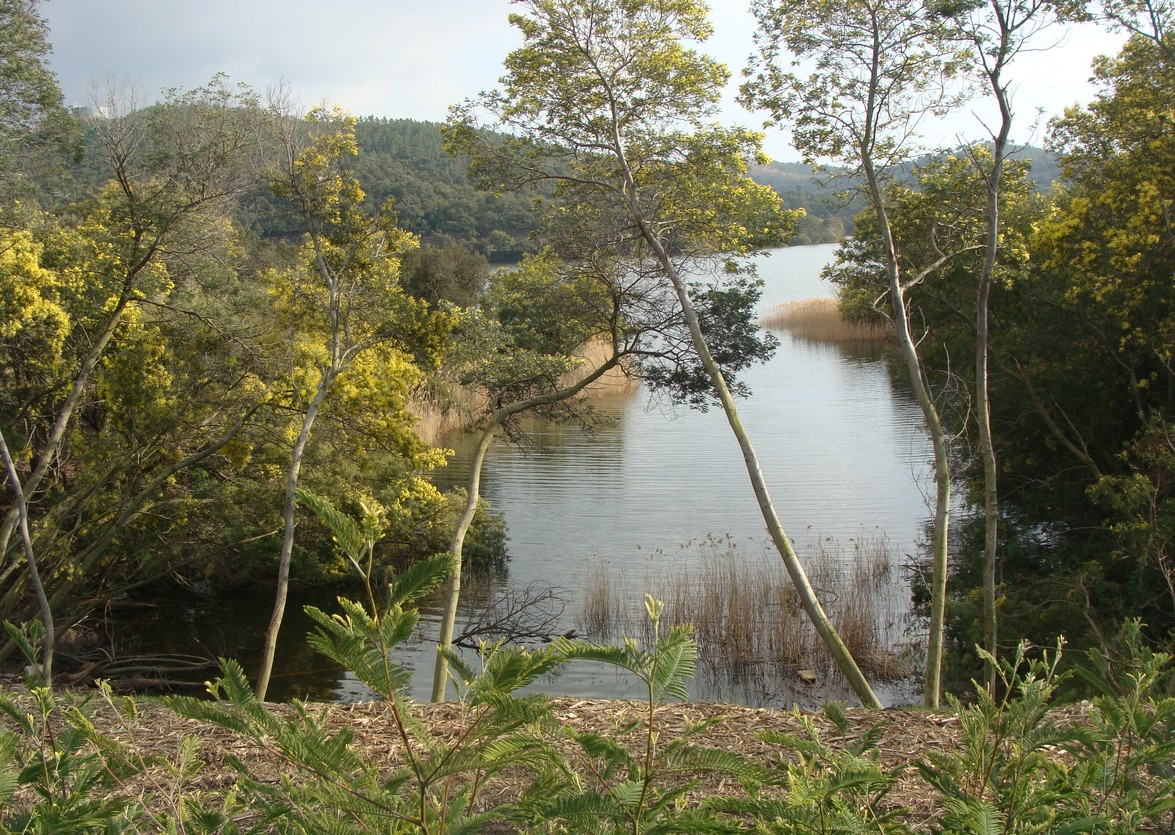
Lago visto desde su orilla.

- Aliviadero  54 m³/s
- Fecha de inauguración 1969.[2]